# Saint-Révérend
Saint-Révérend est une commune du Centre-Ouest de la France, située dans le département de la Vendée en région Pays de la Loire.

## Géographie
Le territoire municipal de Saint-Révérend s'étend sur 1 574 hectares. L'altitude moyenne de la commune est de 26 mètres, avec des niveaux fluctuant entre 2 et 47 mètres,.
| Le Fenouiller | Saint-Maixent-sur-Vie |      |
|               | Saint-Révérend        | Coëx |
| Givrand       | L'Aiguillon-sur-Vie   |      |

### Climat
Pour des articles plus généraux, voir Climat des Pays de la Loire et Climat de la Vendée.
En 2010, le climat de la commune est de type climat océanique franc, selon une étude du CNRS s'appuyant sur une série de données couvrant la période 1971-2000. En 2020, Météo-France publie une typologie des climats de la France métropolitaine dans laquelle la commune est exposée à un climat océanique et est dans la région climatique  Bretagne orientale et méridionale, Pays nantais, Vendée, caractérisée par une faible pluviométrie en été et une bonne insolation. 
Pour la période 1971-2000, la température annuelle moyenne est de 12,5 °C, avec une amplitude thermique annuelle de 13,2 °C. Le cumul annuel moyen de précipitations est de 817 mm, avec 12,7 jours de précipitations en janvier et 6,3 jours en juillet. Pour la période 1991-2020, la température moyenne annuelle observée sur la station météorologique de Météo-France la plus proche, « La Mothe Achard », sur la commune des Achards à 16 km à vol d'oiseau, est de 12,8 °C et le cumul annuel moyen de précipitations est de 959,1 mm,. Pour l'avenir, les paramètres climatiques de la commune estimés pour 2050 selon différents scénarios d'émission de gaz à effet de serre sont consultables sur un site dédié publié par Météo-France en novembre 2022.

## Urbanisme

### Typologie
Au 1er janvier 2024, Saint-Révérend est catégorisée bourg rural, selon la nouvelle grille communale de densité à sept niveaux définie par l'Insee en 2022.
Elle est située hors unité urbaine. Par ailleurs la commune fait partie de l'aire d'attraction de Saint-Hilaire-de-Riez, dont elle est une commune de la couronne,. Cette aire, qui regroupe 13 communes, est catégorisée dans les aires de moins de 50 000 habitants,.

### Occupation des sols
L'occupation des sols de la commune, telle qu'elle ressort de la base de données européenne d’occupation biophysique des sols Corine Land Cover (CLC), est marquée par l'importance des territoires agricoles (93,5 % en 2018), en diminution par rapport à 1990 (95,6 %). La répartition détaillée en 2018 est la suivante : 
terres arables (58,6 %), zones agricoles hétérogènes (19,7 %), prairies (15,3 %), zones urbanisées (6,3 %), eaux continentales (0,1 %). L'évolution de l’occupation des sols de la commune et de ses infrastructures peut être observée sur les différentes représentations cartographiques du territoire : la carte de Cassini (XVIIIe siècle), la carte d'état-major (1820-1866) et les cartes ou photos aériennes de l'IGN pour la période actuelle (1950 à aujourd'hui).

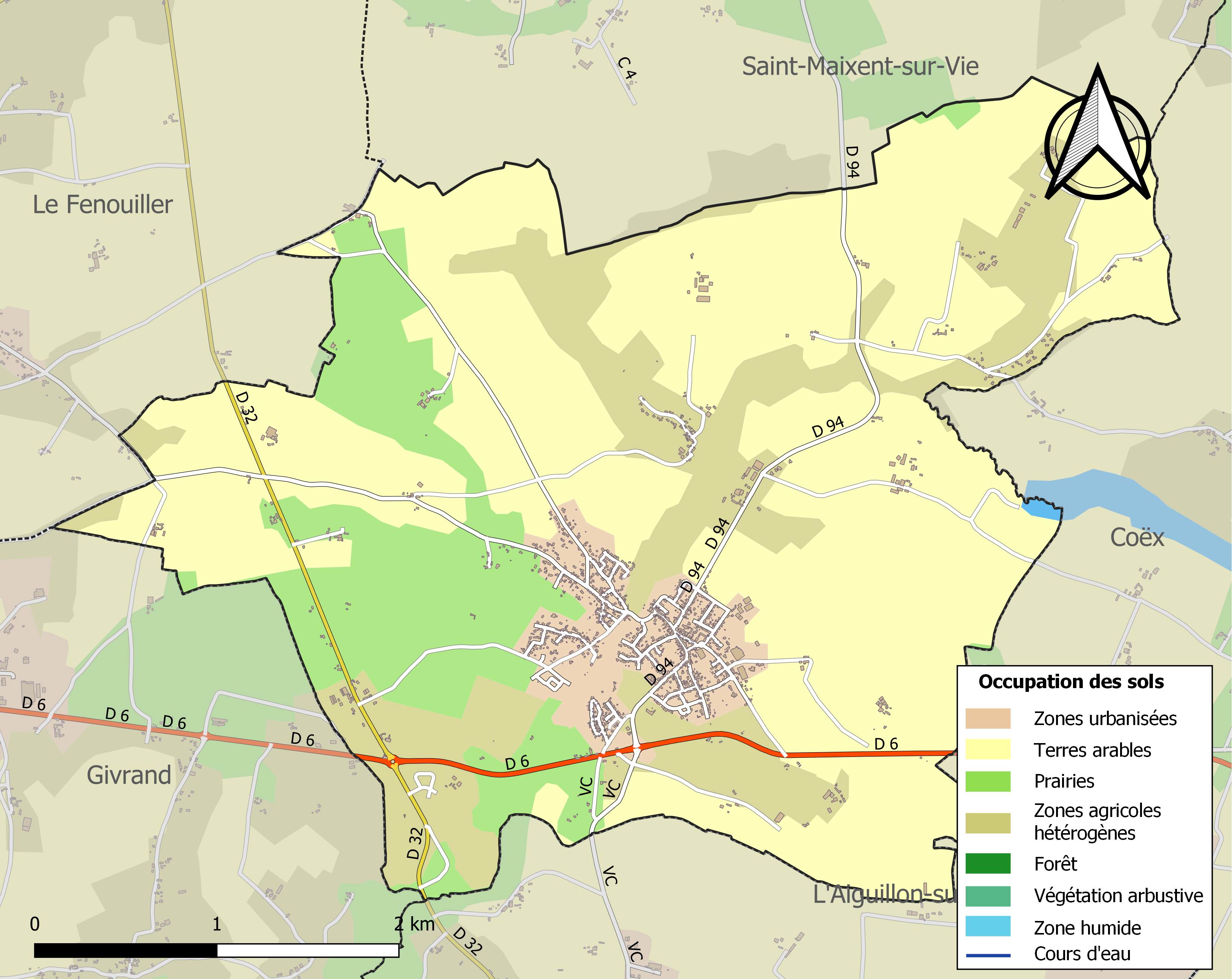
Carte des infrastructures et de l'occupation des sols de la commune en 2018 (CLC).

## Politique et administration

### Liste des maires
| Période                                  | Période   | Identité                   | Étiquette | Qualité                             |
| ---------------------------------------- | --------- | -------------------------- | --------- | ----------------------------------- |
| Les données manquantes sont à compléter. |           |                            |           |                                     |
| 1970                                     | mars 1989 | Jacques de Hillerin        |           |                                     |
| mars 1989                                | juin 1995 | Alain Le Bihan (1916-2010) |           | Retraité de l'enseignement          |
| juin 1995                                | mars 2008 | Jean-Clément Bernard       |           | Retraité de l'enseignement privé    |
| mars 2008                                | mars 2014 | Bernard Guilbaud           |           |                                     |
| mars 2014                                | En cours  | Lucien Prince              | DVD       | Cadre retraité de l'agroalimentaire |

### Instances administratives
Administrativement, Saint-Révérend dépend de l'arrondissement des Sables-d'Olonne et du canton de Saint-Hilaire-de-Riez.
Au début de la Révolution, la commune appartient au canton de Saint-Gilles, dans le district de Challans. De 1801 à 2015, la commune se situe dans l’arrondissement des Sables-d'Olonne et dans le canton de Saint-Gilles-sur-Vie (1801-1966), devenu canton de Saint-Gilles-Croix-de-Vie (1966-2015).
Saint-Révérend est l'une des neuf communes fondatrices de la communauté de communes Atlancia-des-Vals-de-la-Vie-et-du-Jaunay, structure intercommunale ayant existé entre le 1er janvier 1993 et le 31 décembre 2009. Depuis le 1er janvier 2010, la commune est membre du Pays de Saint-Gilles-Croix-de-Vie Agglomération.

## Population et société

### Démographie
Entre 1999 et 2005, la population a augmenté de 317 habitants, soit une progression de 34,8 %. Saint Révérend est une des communes de Vendée ayant connu une des plus grandes évolutions démographiques ces cinq dernières années, ce qui n'est pas sans poser de problèmes.

#### Évolution démographique
L'évolution du nombre d'habitants est connue à travers les recensements de la population effectués dans la commune depuis 1793. Pour les communes de moins de 10 000 habitants, une enquête de recensement portant sur toute la population est réalisée tous les cinq ans, les populations de référence des années intermédiaires étant quant à elles estimées par interpolation ou extrapolation. Pour la commune, le premier recensement exhaustif entrant dans le cadre du nouveau dispositif a été réalisé en 2005.

En 2022, la commune comptait 1 526 habitants, en évolution de +7,09 % par rapport à 2016 (Vendée : +5,33 %, France hors Mayotte : +2,11 %).
| 1793 | 1806 | 1821 | 1831 | 1836 | 1841 | 1846 | 1851 | 1856 |
| ---- | ---- | ---- | ---- | ---- | ---- | ---- | ---- | ---- |
| 450  | 351  | 442  | 424  | 428  | 454  | 474  | 461  | 475  |

| 1861 | 1866 | 1872 | 1876 | 1881 | 1886 | 1891 | 1896 | 1901 |
| ---- | ---- | ---- | ---- | ---- | ---- | ---- | ---- | ---- |
| 490  | 523  | 625  | 644  | 666  | 662  | 696  | 712  | 768  |

| 1906 | 1911 | 1921 | 1926 | 1931 | 1936 | 1946 | 1954 | 1962 |
| ---- | ---- | ---- | ---- | ---- | ---- | ---- | ---- | ---- |
| 810  | 781  | 779  | 791  | 749  | 777  | 793  | 739  | 759  |

| 1968 | 1975 | 1982 | 1990 | 1999 | 2005  | 2006  | 2010  | 2015  |
| ---- | ---- | ---- | ---- | ---- | ----- | ----- | ----- | ----- |
| 772  | 803  | 826  | 812  | 910  | 1 228 | 1 272 | 1 332 | 1 423 |

| 2020  | 2022  | - | - | - | - | - | - | - |
| ----- | ----- | - | - | - | - | - | - | - |
| 1 472 | 1 526 | - | - | - | - | - | - | - |

#### Pyramide des âges
En 2018, le taux de personnes d'un âge inférieur à 30 ans s'élève à 30,6 %, soit en dessous de la moyenne départementale (31,6 %). De même, le taux de personnes d'âge supérieur à 60 ans est de 28,7 % la même année, alors qu'il est de 31,0 % au niveau départemental.
En 2018, la commune comptait 721 hommes pour 724 femmes, soit un taux de 50,10 % de femmes, légèrement inférieur au taux départemental (51,16 %).
Les pyramides des âges de la commune et du département s'établissent comme suit.
| Hommes | Classe d’âge | Femmes |
| ------ | ------------ | ------ |
| 0,3    | 90 ou +      | 0,1    |
| 7,8    | 75-89 ans    | 8,7    |
| 20,0   | 60-74 ans    | 20,6   |
| 20,8   | 45-59 ans    | 21,5   |
| 20,4   | 30-44 ans    | 18,4   |
| 12,5   | 15-29 ans    | 11,5   |
| 18,1   | 0-14 ans     | 19,1   |

| Hommes | Classe d’âge | Femmes |
| ------ | ------------ | ------ |
| 0,8    | 90 ou +      | 2,2    |
| 8,7    | 75-89 ans    | 11,1   |
| 20,3   | 60-74 ans    | 21,3   |
| 20     | 45-59 ans    | 19,4   |
| 17,5   | 30-44 ans    | 16,8   |
| 15     | 15-29 ans    | 13,2   |
| 17,7   | 0-14 ans     | 16,1   |

## Lieux et monuments
Le moulin des Gourmands
À l'époque c'était le moulin d'Aristide Praud, construit en 1842.
Il a été rénové en 1997 par la communauté de communes Atlantia et fait l'objet de visites guidées.
Le lac du Gué-Gorand
C'est un lac de 37 hectares qui a été créé pour l'arrosage du golf des Fontenelles et pour l'irrigation des cultures. Il est possible de se promener tout autour.
L'église Saint-Révérend
L'architecte Ballereau est chargé de la construction de l'église actuelle, achevée en mars 1899. Les cloches, déplacées de l'ancienne église, et datant de 1730, ont été cachées par les habitants dans une mare au moment de la Révolution, puis récupérées par l'abbé Rousseau. En bronze, aujourd'hui classées, elles ont pour noms « Révérend Luce » et « Gabrielle ». Un vitrail datant de 1794 représente l'abbé Petiot, un autre le patron de la paroisse, Saint-Révérend.

## Personnalités liées à la commune
Le curé Petiot, premier prêtre guillotiné à la Révolution, pour avoir refusé de prêter serment à la Constitution Civile du Clergé. Une rue porte son nom.

## Pour approfondir